# Mikael Ymru
Mikael Ymru (ur. w listopadzie 1929, zm. w październiku 2008) był etiopskim dyplomatą, synem dostojnika Ymru Hajle Syllasje, ambasadorem w Stanach Zjednoczonych (1959-1961) i w Związku Radzieckim (1961-1965), członkiem rządu (luty-lipiec 1974) i premierem Etiopii od lipca do sierpnia 1974 przy faktycznych rządach Dergu - Komitetu Koordynacyjnego Sił Zbrojnego.